# Green Bay Packers
O Green Bay Packers é um time profissional de futebol americano baseado em Green Bay, Wisconsin. Os Packers competem na National Football League (NFL) como um membro da NFC North da National Football Conference (NFC). É a terceira franquia mais antiga da NFL, que remonta a 1919, e é a única equipe profissional esportiva da liga principal, sem fins lucrativos e que pertencente à comunidade, com sede nos Estados Unidos. Os jogos em casa foram jogados no Lambeau Field desde 1957.
Os Packers são a última das "equipes em pequenas cidades" que eram comuns na NFL durante os primeiros anos da década de 1920 e 30. Fundada em 1919 por Earl "Curly" Lambeau e George Whitney Calhoun, a franquia traça sua linhagem para outras equipes semi-profissionais em Green Bay desde 1896. Entre 1919 e 1920, os Packers competiram contra outros clubes semi-profissionais de Wisconsin, antes de ingressar na American Professional Football Association (APFA), o precursor da NFL de hoje, em 1921. Embora Green Bay seja de longe o menor mercado esportivo profissional da América do Norte, a Forbes classificou os Packers como a 28ª mais franquia esportiva valiosa do mundo em 2019, com um valor de US$ 2,63 bilhões.
A equipe venceu treze campeonatos da liga, o maior número da história da NFL, com nove títulos pré-Super Bowl da NFL e quatro vitórias no Super Bowl. Os Packers ganharam os dois primeiros Super Bowls em 1967 e 1968 e foram a única equipe da NFL a derrotar times da AFL antes da fusão AFL-NFL. O Troféu Vince Lombardi tem o nome do treinador dos Packers com o mesmo nome, que os guiou para os seus dois primeiros Super Bowls. Suas duas vitórias subseqüentes do Super Bowl vieram em 1996 e 2010.
Os Packers são adversários de longa data do Chicago Bears, Minnesota Vikings e Detroit Lions, que hoje formam a NFC North da NFL, e eram membros da Divisão Central da NFC. Eles jogaram mais de 100 jogos contra cada uma dessas equipes ao longo da história e têm um recorde global vitorioso contra todos eles, uma distinção apenas compartilhada com o Kansas City Chiefs e o Dallas Cowboys. A rivalidade Bears-Packers é uma das mais antigas da história da NFL, que remonta a 1921.

## História

### Fundação

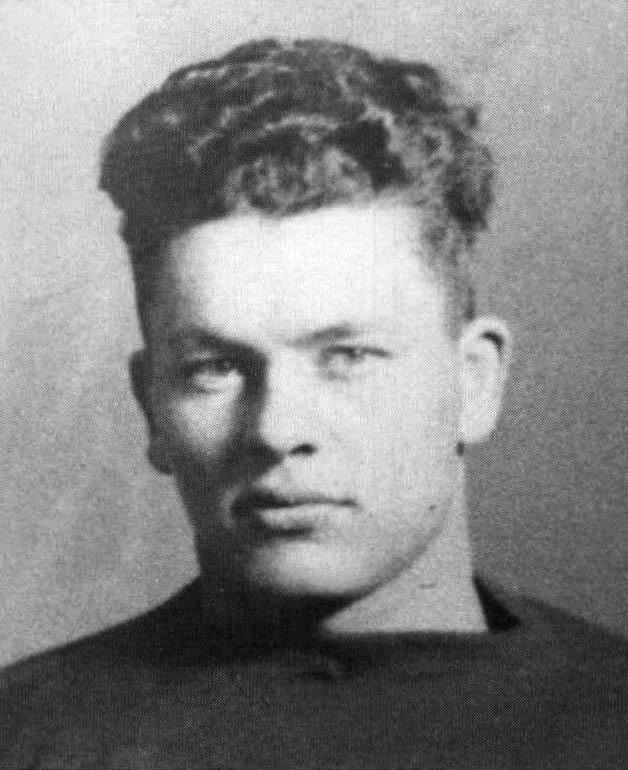
Curly Lambeau

Os Packers foram fundados em 11 de Agosto de 1919 pelos ex-rivais de colégio Earl "Curly" Lambeau e George Whitney Calhoun. Lambeau solicitou dinheiro para fabricação dos uniformes para sua empregadora, a Indian Packing Company. Ele recebeu 500 dólares para uniformes e equipamento, com a condição de que o time teria o nome de sua patrocinadora. Hoje "Green Bay Packers" é o mais antigo nome de time ainda em uso na NFL, tanto pelo seu apelido quanto pela virtude de permanecer em sua cidade natal.
Em 27 de agosto de 1921, os Packers foram contemplados com uma franquia na nova liga nacional de futebol americano profissional, que havia sido formada no ano anterior. Problemas financeiros atrapalharam a equipe e a franquia foi perdida durante o ano. Lambeau encontrou fiadores conseguindo assim ganhar novamente a franquia no ano seguinte. Esses fiadores, conhecidos como "Hungry Five", formaram a Green Bay Football Corporation.

### 1929–1931: O time de Lambeau
Depois de uma derrota apertada em 1927, o esquadrão de Lambeau conquistou o primeiro título dos Packers na NFL em 1929 com uma campanha invicta (12-0-1), atrás de uma defesa estonteante, que registrou 8 jogos sem sofrer pontos. Green Bay repetiria o título em 1930 e 1931, batendo equipes de Nova York e Chicago, com inesquecíveis jogadores e futuros membros do Hall da Fama Mike Michalske, Johnny (Blood) McNally, Cal Hubbard e o nativo de Green Bay, Arnie Herber. Dentre as muitas conquistas impressionantes desses anos está a sequência de 30 jogos consecutivos em casa sem perder, um recorde da NFL que se mantém até hoje.

### 1935–1945: Era Don Hutson

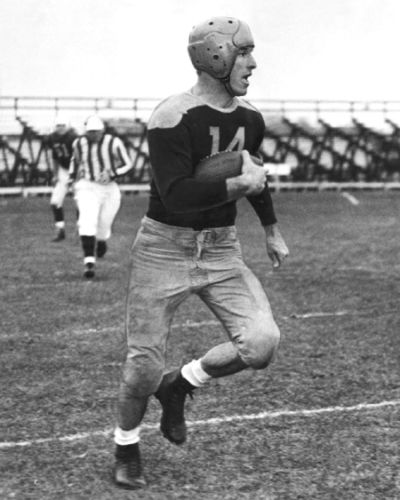
Don Hutson com os Packers; seu número de camisa foi o primeiro aposentado pelos Packers em 1951.

A chegada do end Don Hutson de Alabama em 1935 deu a Lambeau e ao Packers a mais temida e dinâmica arma ofensiva no jogo. Hutson lideraria a liga em recepções por oito temporadas e levaria os Packers a títulos da NFL em 1936, 1939 e 1944. Um homem de ferro, Hutson também liderou a liga em interceptações em 1940. Hutson mantinha 18 recordes da NFL ao se aposentar em 1945, dos quais muitos ainda se mantêm. Em 1951, seu número 14 foi o primeiro a ser aposentado pelo Packers e ele se tornou membro do Pro Football Hall of Fame em 1963.

### 1946–1958: A queda
Depois da aposentadoria de Hutson, Lambeau não conseguiu parar o declínio dos Packers. Ele comprou uma grande loja perto de Green Bay para os membros da equipe e famílias para morar. Rockwood Lodge foi a casa dos Packers em 1946-49. As temporadas de 1947 e 1948 produziram um recorde de 12–10–1, e 1949 foi ainda pior com um recorde de 3-9. A loja incendiou-se no dia 24 de janeiro de 1950 e o dinheiro do seguro pagou por muitas das dívidas dos Packers.

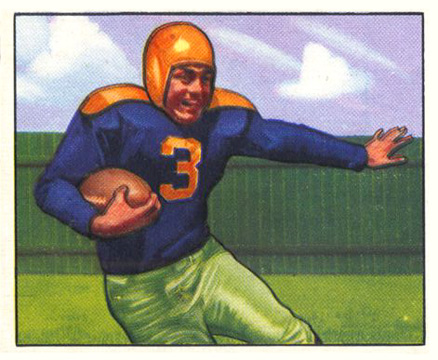
Uma representação de 1950 de Tony Canadeo, cujo número 3 foi aposentado pelos Packers em 1952

Curly Lambeau partiu após a temporada de 1949. Gene Ronzani e Lisle Blackbourn não puderam trazer os Packers de volta à sua antiga magia, mesmo quando um novo estádio foi inaugurado em 1957. O fundo do poço viria na temporada de 1958 sob o comando do técnico Ray "Scooter" McLean, cujo recorde 1–10–1 é o pior da história da Packers.

### 1959–1967: Era Lombardi e os Anos de Glória
No dia 2 de fevereiro de 1959, a contratação do assistente do New York Giants, Vince Lombardi como treinador e general manager do Packers representou o início de uma memorável e imediata volta por cima. Com Lombardi, os Packers viriam a se tornar a equipe dos anos 60, vencendo 5 títulos em 7 anos, incluindo as vitórias nos dois primeiros Super Bowls. Durante a era Lombardi, as estrelas do time de ataque incluíam Bart Starr, Jim Taylor, Carroll Dale, Paul Hornung (como halfback e placekicker), Forrest Gregg e Jerry Kramer. A defesa incluía Willie Davis, Henry Jordan, Willie Wood, Ray Nitschke, Dave Robinson e Herb Adderley.

#### 1959

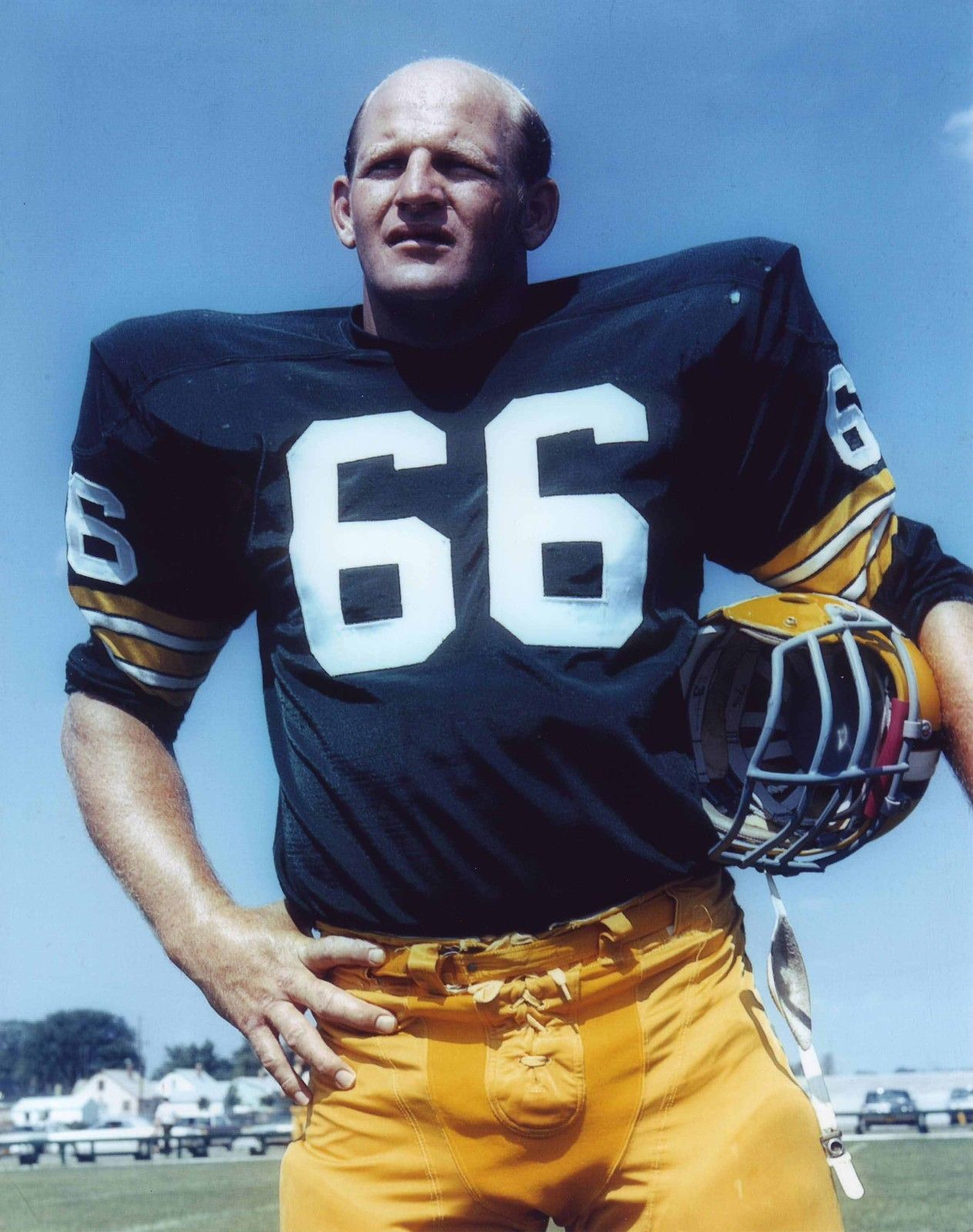
Ray Nitschke - sua camisa # 66 é um dos seis números aposentados pelos Packers

No seu primeiro jogo comandado por Lombardi no dia 27 de setembro de 1959, a equipe bateu o Chicago Bears por 9-6, em Green Bay. Depois de vencer os três primeiros, o time perdeu os próximos 5 jogos antes de terminar a temporada com força, vencendo todos os jogos restantes. A campanha de 7-5 representou a primeira temporada vitoriosa dos Packers desde 1947. O treinador calouro Lombardi foi nomeado o Treinador do Ano da NFL.

#### 1960
No ano seguinte, o time, liderado pelos 176 pontos de Paul Hornung, ganhou o título da NFL West e jogou a Final da NFL contra o Philadelphia Eagles no Franklin Field, em Philadelphia. Os Packers perdiam por quatro pontos no fim do jogo, quando Chuck Bednarik derrubou Jim Taylor a apenas nove jardas da endzone e o tempo de jogo acabou. Diz-se que o time não foi derrotado nesse jogo; eles apenas estavam atrás no placar quando o tempo se esgotou.

#### 1961
A equipe retornou a Final da NFL na temporada seguinte, enfrentando o New York Giants na primeira decisão da liga a ser jogada em Green Bay. O time marcou 24 no segundo quarto, incluindo um recorde do campeonato de 19 pontos por Paul Hornung (um touchdown, quatro extra-points e três field goals), ajudando os Packers a vencerem por 37-0, conquistando o primeiro título desde 1944. Foi em 1961 que Green Bay ficou conhecido como "Titletown".

#### 1962

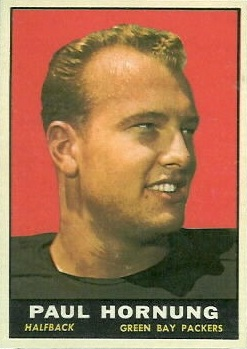
O "menino de ouro" Paul Hornung, destaque em um cartão de esportes em 1961

Os Packers voltaram arrebentando em 1962, arrancando com uma campanha 10–0 no caminho de uma temporada quase perfeita (13–1). Esse consistente nível de progresso levaria os Packers de Vince Lombardi a se tornar umas das equipes mais proeminentes da sua era e até mesmo foi retratado como a face da NFL na revista Time, em 21 de Dezembro de 1962, como parte da notícia de capa "The Sport of the '60s".
Após o artigo da Time, a equipe enfrentou os Giants em uma partida muito mais brutal do que a travada no ano anterior, mas a soberania dos Packers prevaleceu no surpreendente pé de Jerry Kramer e no jogo corrido de Jim Taylor. Os Packers venceram os Giants em plena Nova York por 16-7.

#### 1965
Em 1965, o time retornou à final da liga depois de dois anos de abstenção, derrotando os Colts nos playoffs, conquistando o título da Western Conference. Aquele jogo seria lembrado pelo Field goal controverso de Don Chandler que empatou o jogo, os árbitros o consideraram bom, quando muitas testemunhas viram a bola completamente fora. A vitória do Packers por 13-10 na prorrogação levou o time ao jogo final.
O terceiro título da equipe de Lombardi, o nono geral, veio com uma vitória sobre o Cleveland Browns, atuais campeões na época. Os postes de Field goals foram feitos mais altos na temporada seguinte.

#### 1966

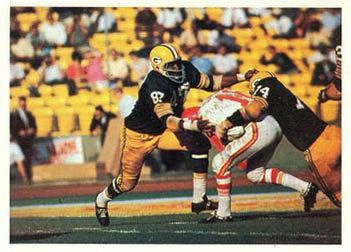
Willie Davis (à esquerda) e Henry Jordan derrubando um jogador dos Chiefs no Super Bowl I.

A temporada de 1966 viu a equipe de Green Bay ser liderada pelo MVP do ano, Bart Starr, tendo um recorde de 12–2.
Na final da NFL, os Packers venciam por 34-27 a equipe do Dallas Cowboys, que tinha a posse de bola na linha de 2 jardas do ataque, ameaçando empatar o jogo. Mas no quarto down Tom Brown interceptou o passe de Don Meredith na endzone, segurando a vitória para o Packers e avançando ao Super Bowl I, onde venceu o Kansas City Chiefs, campeão da AFL, por 35-10.

#### 1967
A temporada de 1967 foi a última de Vince Lombardi como treinador dos Packers. O jogo final da NFL foi novamente contra o Dallas Cowboys e é mais conhecido como Ice Bowl, devido às condições de extremo frio durante o jogo no Lambeau Field, em Green Bay. Sendo o jogo da NFL com as temperaturas mais baixas registradas, o Ice Bowl ainda é um dos jogos mais famosos a já ocorrer (universitário ou profissional) na história do esporte. Faltando 16 segundos, o touchdown marcado por Bart Starr numa corrida trouxe a vitória por 21-17 dos Packers. A equipe depois venceu o Super Bowl II sobre o Oakland Raiders por um placar de 33-14.
Lombardi tornou-se General Manager do Packers em 1968, e Phil Bengtson foi nomeado treinador. Lombardi deixou Green Bay em 1969 tornando-se treinador e sócio minoritário do Washington Redskins.
Após a morte de Vince Lombardi em setembro de 1970, o troféu do Super Bowl foi rebatizado como o nome Vince Lombardi Trophy, em reconhecimento às suas conquistas e da sua equipe. Lambeau Field fica no endereço 1265 Lombardi Avenue desde 1968, quando a cidade de Green Bay renomeou a Highland Avenue em honra ao técnico.

### 1968–1991: Pós-Lombardi

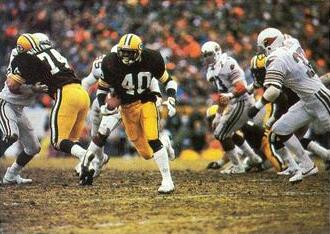
Os Packers, fotografados contra os Cardinals nos playoffs de 1982-83, só se classificaram para a pós-temporada duas vezes durante a "era das trevas" pós-Lombardi (1968-1991).

Por aproximadamente 25 anos após a partida de Lombardi, os Packers realizaram relativamente pouco em campo. Nas 24 temporadas de 1968 a 1991, o time teve apenas 5 temporadas vitoriosas (mais de 50% de aproveitamento), sendo uma delas a temporada encurtada de 1982. A equipe apareceu 2 vezes nos playoffs nesse período, vencendo 1 jogo e perdendo dois. 
Foram 5 técnicos diferentes: Phil Bengtson, Dan Devine, Bart Starr, Forrest Gregg e Lindy Infante – dois dos quais eram ex-jogadores do Packers durante a era Lombardi (Starr e Gregg), e um que já fora técnico (Bengtson). Cada um desses técnicos levou o time a temporadas piores do que a dos seus antecessores. 
Decisões medíocres se tornaram casos típicos dessa época, um exemplo notável foi uma troca de 1974 em que Dan Devine, GM à época, enviou 5 escolhas nos drafts de 1975 e 1976 (duas de primeiro round, duas de segundo round e uma de terceiro) ao Los Angeles Rams pelo quarterback John Hadl, que passou apenas uma temporada e meia em Green Bay. Outro exemplo ocorreu no Draft de 1989, quando jogadores como Barry Sanders, Deion Sanders e Derrick Thomas estavam disponíveis, mas os Packers escolheram o jogador de linha ofensiva Tony Mandarich com a segunda escolha geral no draft. Apesar de considerado um ótimo jogador pela maioria dos experts do esporte, o desempenho de Mandarich não foi de encontro às expectativas. Segundo a ESPN, Mandarich foi a terceira maior decepção dos esportes nos últimos 25 anos.

### 1992–2007: Era Brett Favre

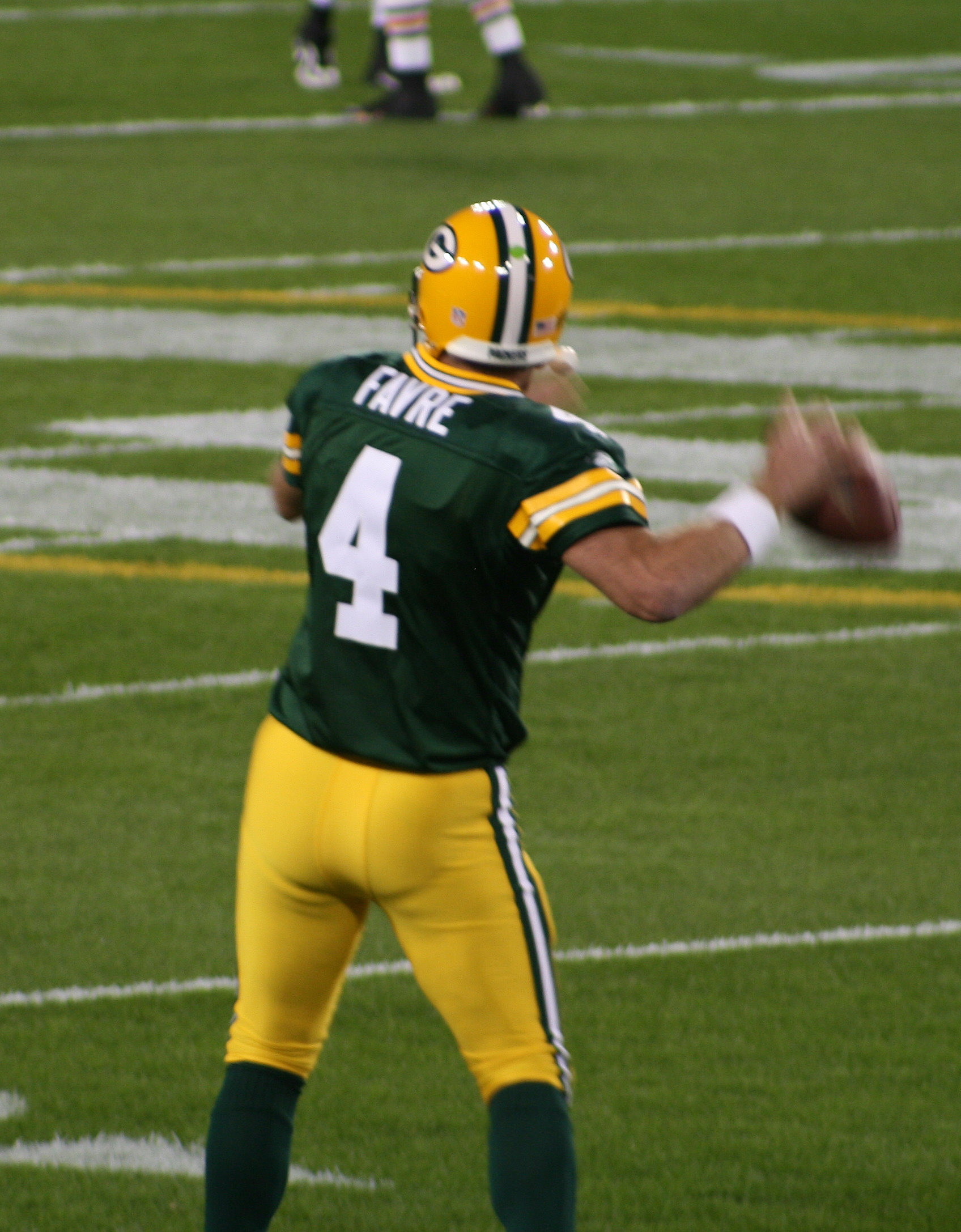
Brett Favre jogou por 16 anos em Green Bay. Ele teve sua camisa número 4 aposentada pelos Packers em 2015.

O desempenho dos Packers durante as décadas de 1970, 1980 e no princípio da de 1990 levou à contratação do General Manager Ron Wolf, que recebeu total controle das operações esportivas do time durante a temporada de 1991. Em 1992, Wolf contratou o coordenador ofensivo do San Francisco 49ers, Mike Holmgren, para ser o novo treinador do time.
Logo após contratar Holmgren, Wolf adquiriu o quarterback Brett Favre do Atlanta Falcons em troca de uma escolha de primeiro round. Favre deu ao Packers a primeira vitória da temporada de 1992, tomando conta do time no lugar de Don Majkowski, que se machucou durante a partida, conduzindo o time a uma virada contra o Cincinnati Bengals. Favre foi titular na semana seguinte, vencendo o Pittsburgh Steelers, e continuou o sendo até sair da equipe depois da temporada de 2007. Ele foi titular por 271 jogos consecutivos (incluindo playoffs), recorde na NFL para um quarterback.
A temporada de 1992 terminou com um recorde de 9-7, e começou a atrair atenções quando eles assinaram talvez a mais premiada contratação de free agent na história da NFL, Reggie White em 1993. White acreditava que Wolf, Holmgren e Favre tinham "total comprometimento com a vitória". Com White no quadro os Packers chegaram ao segundo round dos playoffs nas temporadas de 1993 e 1994 perdendo para o Dallas Cowboys em Dallas em ambas ocasiões.
Em 1995, o time venceu a divisão Central da NFC pela primeira vez desde 1972. Depois de ganhar em casa por 37-20 do Alanta Falcons, os Packers venceram também o San Francisco 49ers por 27-17, em San Francisco, avançando para o NFC Championship Game, em que perderam novamente para o Cowboys por 38-27.

#### 1996: Campeão do Super Bowl XXXI

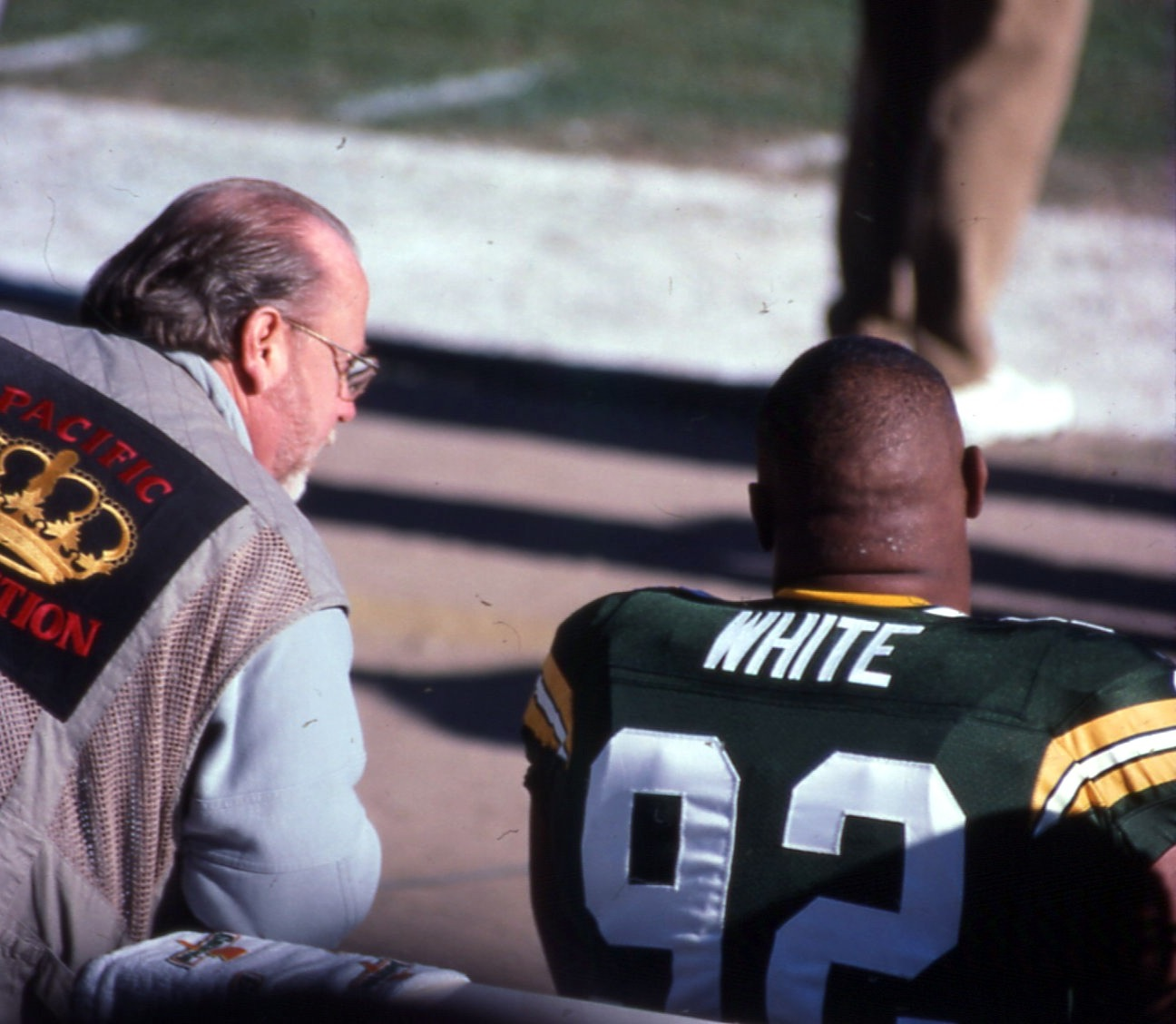
Reggie White em 1998. White é considerado um dos maiores defensores da história da NFL e teve seu número aposentado pelos Packers em 2005.

Em 1996, a reviravolta do Green Bay Packers foi completa. O recorde 13-3 da equipe foi o melhor da liga durante a temporada regular, dominando o campeonato e garantindo a vantagem de jogar em casa durante os playoffs. A equipe foi a melhor no ataque com Brett Favre liderando o caminho, foi a melhor na defesa nos comandos de Reggie White e a melhor no special team com o ex-vencedor do Heisman Trophy, Desmond Howard retornando punts e kickoffs para touchdowns. 
Depois de vitórias relativamente fáceis contra o 49ers (35-14) e contra o Carolina Panthers (3-13, no que chegou a ser chamado de "Ice Bowl 2"), o time avançou ao Super Bowl pela primeira vez em 29 anos.
No Super Bowl XXXI, Green Bay derrotou o New England Patriots por 35-21 para conquistar seu 12º campeonato, recorde da NFL. Desmond Howard foi nomeado MVP do jogo por seu retorno de kickoff para touchdown que acabou com a esperança de virada dos Patriots.
O presidente do Packers Bob Harlan deu a Wolf, Holmgren, Favre e White o crédito por mudar os rumos da organização, tornando o Green Bay Packers em um modelo de franquia da NFL. Um quadro de 2007 entre experts da ESPN considerou os Packers de 1996 como o 6º melhor time a já jogar um Super Bowl.

#### 1997
No ano seguinte, os Packers ganharam pela segunda vez seguida o título da NFC, retornando ao Super Bowl como favorito, após derrotar o Tampa Bay Buccaneers por 21-7 e o San Francisco 49ers por 23-10 nos playoffs.
O time acabou perdendo para John Elway e o time do Denver Broncos no Super Bowl XXXII, pelo placar de 31-24.

#### 1998–2006

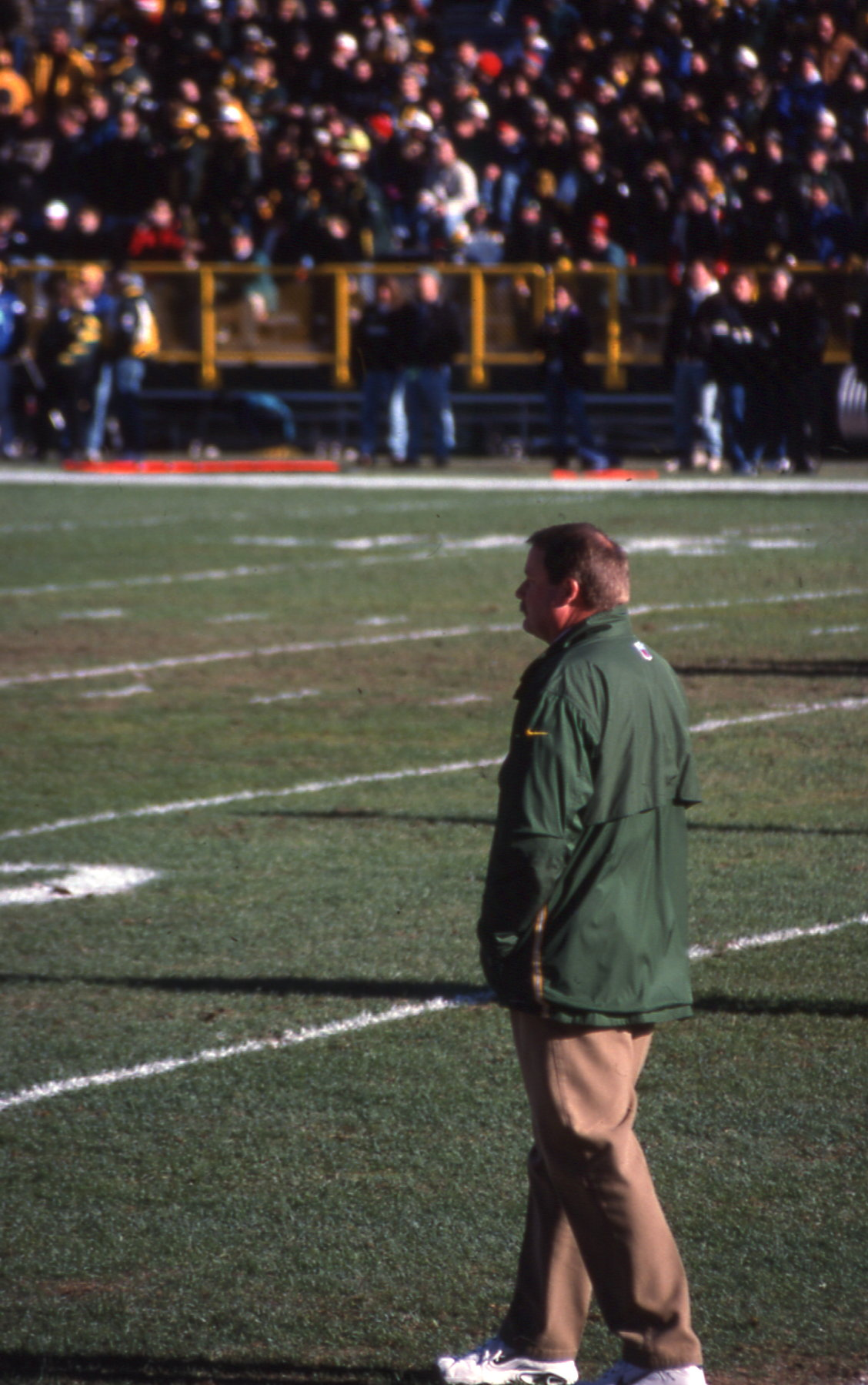
Holmgren, um dos três treinadores dos Packers a ganhar um Super Bowl, retratado em 1998.

Em 1998, depois de uma campanha 11-5, os Packers sofreram uma derrota no primeiro round dos playoffs para o 49ers com um touchdown no último segundo de Steve Young para Terrell Owens, momentos depois de Favre ter marcado um touchdown que fizera os Packers estar na liderança. O jogo tivera sua parcela de controvérsia já que muitos juram que durante o drive da vitória dos 49ers, o receiver Jerry Rice sofreu um fumble, mas que os juízes declaram que houve um “down by contact”, isto é, que o fumble ocorreu após o término da jogada.
O jogo acabou se tornando o fim de uma era, já que Mike Holmgren deixou Green Bay para se tornar Vice Presidente, General Manager e treinador do Seattle Seahawks. A maior parte da equipe técnica de Holmgren foi com ele. Reggie White também se aposentou após aquela temporada (jogando uma temporada depois pelo Carolina Panthers em 2000), e a equipe perdeu um pouco daquela identidade depois de perder tantos indivíduos responsáveis pelas campenhas que os levaram ao Super Bowl.
Ray Rhodes foi contratado em 1999 como treinador, mas foi dispensado após um recorde de 8-8. Em 2000, Wolf contratou Mike Sherman como treinador, que também assumiria os deveres de GM quando Wolf aposentou-se no ano seguinte. Sherman treinou os Packers a um sucesso respeitável na temporada regular, mas encontrou dificuldades nos playoffs. Até 2003, o Packers nunca havia perdido um jogo de playoff em casa desde a adoção de pós-temporadas em 1933 (eles estavam com 13-0, sendo 11 das vitórias no Lambeau e outras 2 em Milwaukee). Isso teve fim no dia 4 de Janeiro de 2003, quando o Atlanta Falcons derrotou o Green Bay Packers por 27-7 no Wild Card. Green Bay também perdeu em casa nos playoffs para o Minnesota Vikings, na temporada de 2004.
Sherman foi dispensado após a temporada de 2005, realizando uma campanha de 4-12. Para substituí-lo, o contratado foi Mike McCarthy, ex-coordenador ofensivo do 49ers e ex-treinador de quarterbacks dos Packers (em 1999).

#### 2007

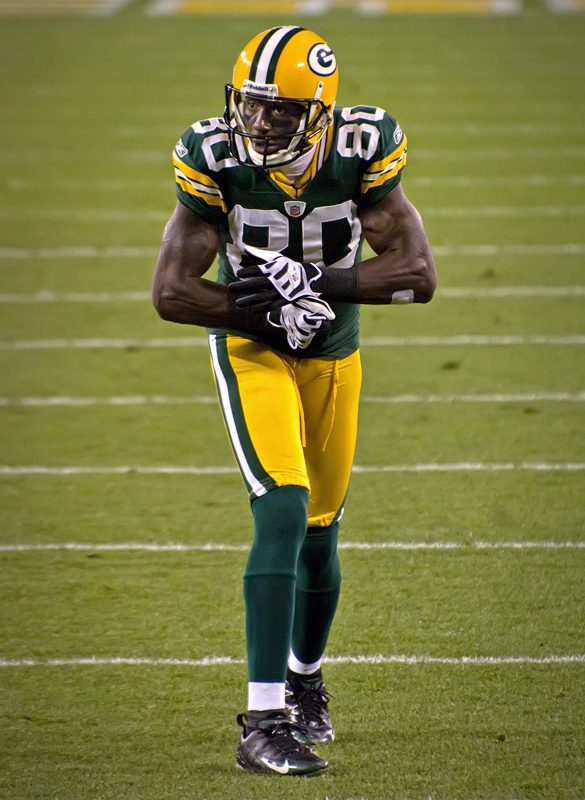
O wide receiver, Donald Driver.

Sem ter chegado aos playoffs em 2006, Brett Favre anunciou seu retorno à temporada de 2007; ela veio a tornar-se uma de suas melhores. Green Bay venceu 10 de seus 11 primeiros jogos e terminou a temporada com um recorde de 13-3, ganhando uma folga no primeiro round dos playoffs. O ataque aéreo dos Packers, liderado por Favre e um corpo de recebedores muito habilidoso, foi o segundo melhor da NFC, atrás apenas do Dallas Cowboys, e terceiro geral da liga. O running back Ryan Grant, trocado por uma escolha de sexto round com o New York Giants, tornou-se rapidamente o “featured back” em Green Bay e correu para 956 jardas e 8 touchdowns nos últimos 10 jogos da temporada regular. Na final de divisão, em uma nevasca intensa, a equipe bateu o Seahawks por 42-20. Grant correu para 3 touchdowns e mais de 200 jardas, enquanto Favre lançou 3 touchdowns e uma bola de neve ao receiver Donald Driver em comemoração.
No dia 20 de Janeiro de 2008, Green Bay participou do primeiro jogo de final de conferência em 10 anos, contra o New York Giants, em Green Bay. O jogo foi perdido por 23-20 com um Field goal, na prorrogação, convertido por Lawrence Tynes. Este seria o último jogo de Brett Favre como um jogador dos Packers, tendo como último passe uma interceptação na prorrogação.
Em dezembro de 2007, Ted Thompson assinou uma extensão de 5 anos no contrato, enquanto em fevereiro de 2008, McCarthy também assinou por mais 5 anos com o Packers.

### 2008–2022: Era Aaron Rodgers

#### 2008
Em 4 de março de 2008, Brett Favre anunciou lamentavelmente sua aposentadoria. No entanto, no dia 29 de julho ele se reintegrou à NFL. Sua petição foi aceita pelo comissário da NFL, Roger Goodell, e efetivada em 4 de agosto de 2008. No dia 6 de agosto foi anunciada a troca de Favre com o New York Jets por uma escolha condicional no Draft de 2009.

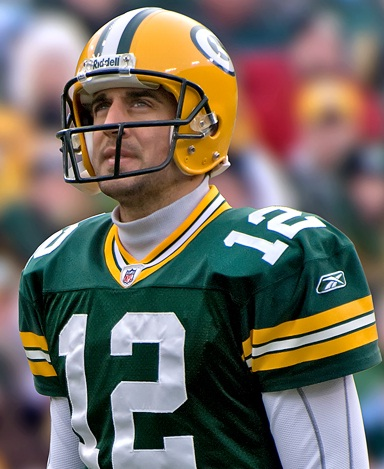
Aaron Rodgers em 2008.

O time começou a temporada com sua primeira escolha no Draft de 2005, o quarterback Aaron Rodgers, sendo o primeiro quarterback a começar um jogo pelo Packers além de Favre, em 16 anos. Rodgers jogou bem em seu primeiro ano como titular dos Packers, lançando para mais de 4,000 jardas e 28 touchdowns. Mas mesmo assim contusões arrasaram a defesa do time, fazendo o time perder 7 jogos por 4 pontos ou menos, acabando a temporada com uma campanha de 6-10. Depois da temporada, oito assistentes foram demitidos por McCarthy, incluindo Bob Sanders, coordenador defensivo da equipe, que foi substituído por Dom Capers.

#### 2009
Em março de 2009, a organização assegurou aos fãs que a camiseta com o número de Favre seria aposentada, mas não durante a temporada de 2009. Em abril de 2009, os Packers selecionaram o nose tackle B.J. Raji de Boston College como primeira escolha no draft. A equipe depois trocou outras três escolhas no draft por uma segunda escolha de primeiro round, usando-a para selecionar Clay Matthews de Southern California.
Durante a temporada de 2009, comparações relacionando as duas partidas entre a franquia e seu lendário quarterback, Brett Favre, foram extremamente antecipadas após a chegada de Favre no rival de divisão, Vikings, em agosto. O primeiro encontro ocorreu na semana 4, em um jogo de Monday Night Football que inclusive quebrou diversos recordes de audiência na TV. Os Vikings venceram o jogo por 30-23. Brett Favre lançou 3 TDs, nenhuma interceptação, e obteve um rating de 135. As equipes se reencontraram na semana 8, Favre liderou o Vikings a uma segunda vitória, 38-26, em Green Bay. Rodgers foi muito pressionado em ambos os jogos, sendo sacado 14 vezes, mas ainda assim jogou muito bem, lançando 5 touchdowns e apenas 1 interceptação nos dois jogos.
Após uma reunião apenas para jogadores, a equipe começou a se encontrar dentro de campo, estabilizando a linha ofensiva com o retorno do tackle Mark Tauscher, trazendo um quê de tranqüilidade a Rodgers e abrindo o jogo corrido para Ryan Grant e para os outros running backs. Green Bay terminou a temporada com força, vencendo 7 dos últimos 8 jogos, conseguindo uma vaga no wild card com uma campanha de 11-5. A defesa foi a segunda melhor da liga, enquanto o ataque foi o sexto, com os calouros Brad Jones e Clay Matthews tornando-se sensações como linebackers e jogadores novos como James Jones, Brandon Jackson, Jermichael Finley e Jordy Nelson tornando-se ameaças no ataque. Rodgers também se tornou o primeiro quarterback da história da NFL a lançar pelo menos 4,000 jardas em suas duas primeiras temporadas. O cornerback Charles Woodson foi eleito NFL Defensive Player of the Year  após anotar 9 interceptações, forçar 4 fumbles, 3 touchdowns e registrar 74 tackles e 2 sacks. De fato, as 9 interceptações de Woodson foram mais do que as 8 conseguidas por todos os oponentes dos Packers na temporada. Apesar do alto rank da defesa, contusões de Al Harris, Tramon Williams, Will Blackmon, Atari Bigby e Brandon Underwood limitaram severamente a secundária do time e equipes como Minnesota Vikings e Pittsburgh Steelers usaram isso em vantagem própria, forçando o jogo aéreo usando bons recebedores contra defensores inexperientes. A temporada acabou no jogo de wild card contra o Arizona Cardinals, na prorrogação, com o placar de 51-45.

#### 2010, campeões do Super Bowl XLV

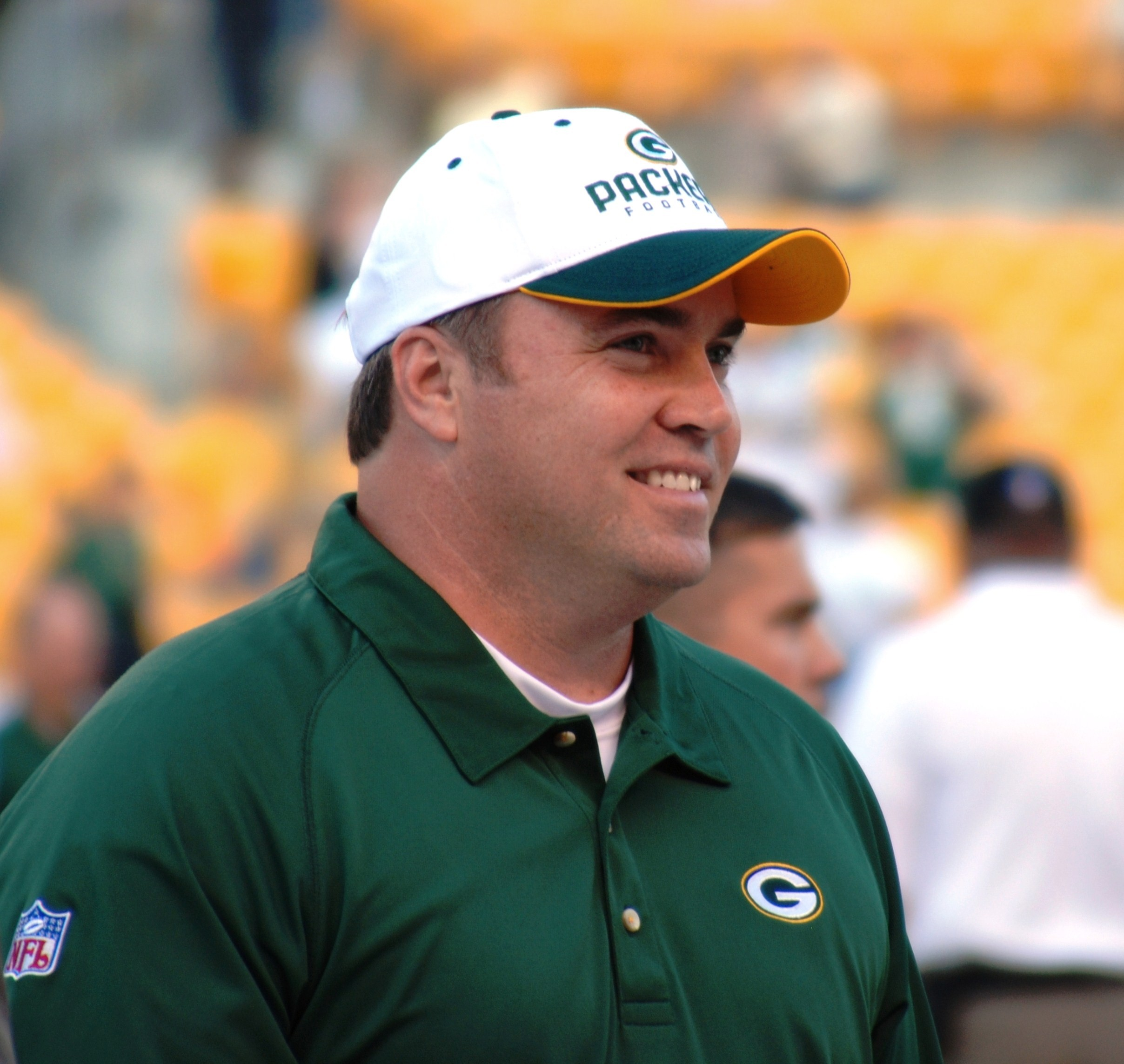
O treinador principal dos Packers, vencedor do Super Bowl XLV, Mike McCarthy (2006-2018).

Depois de terminar a temporada de 2009 com o recorde de 11-5, o Packers viria a ter a 23ª escolha no Draft de 2010. Com esse pick a equipe selecionou o Offensive Tackle Bryan Bulaga de Iowa.
No começo de setembro, a equipe anunciou seu roster de 53 homens, e os 20 que viriam a ser cortados. Outra perda para Green Bay foi a suspensão de Johnny Jolly durante a temporada, por ter violado a política de drogas da NFL. O jogo corrido sofreu um baque quando Ryan Grant sofreu uma lesão em seu tornozelo na primeira semana, deixando-o fora do restante da temporada. Ao fim da temporada regular, a equipe tinha 16 pessoas na injure reserve (IR), incluindo 7 titulares como Ryan Grant, Jermichael Finley, Nick Barnett, Morgan Burneet, Brandon Chillar, Mark Tauscher e Brad Jones.
Depois de terminar a temporada com um recorde de 10-6. No primeiro round, a equipe enfrentou o Philadelphia Eagles e venceram o jogo contra a sensação da temporada Michael Vick, por 21-16. Na final de divisão o time venceu o Atlanta Falcons por 48-21, avançando para a final da NFC onde enfrentaria seu maior rival Chicago Bears - sendo esse apenas o segundo encontro entre as duas equipes nos Playoffs. Green Bay saiu campeão da conferência com o placar de 21-14, garantindo sua participação no Super Bowl XLV no dia 6 de Fevereiro de 2011.
O Green Bay Packers tornou-se o primeiro seed #6 a ser campeão do Super Bowl vencendo o campeão da AFC, Pittsburgh Steelers, pelo placar de 31-25. Aaron Rodgers foi nomeado o MVP do jogo.
2011: 15–1

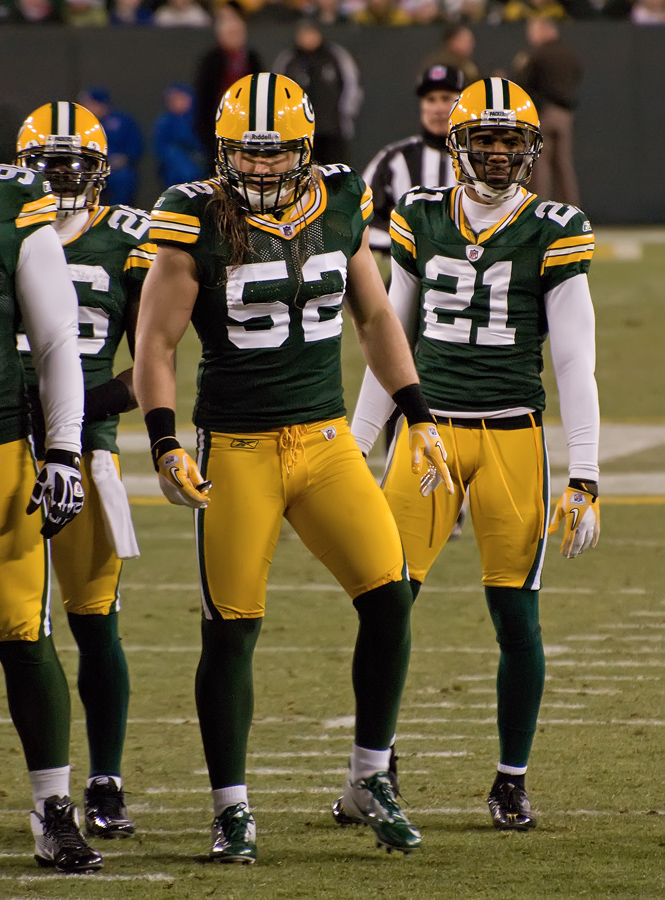
Clay Matthews (52) e Charles Woodson (21), duas estrelas defensivas dos Packers sob o comando do técnico Mike McCarthy.

Em 2011, saindo da vitória no Super Bowl XLV, os Packers venceram seus primeiros 13 jogos, terminando a temporada com um recorde de 15-1. As 15 vitórias marcaram o recorde de vitórias em uma temporada, e empataram com o segundo maior número de vitórias na temporada regular da NFL, atrás apenas dos Patriots de 2007, que ficaram com 16-0. Após a temporada, Aaron Rodgers seria nomeado MVP da NFL, seu primeiro prêmio.
Apesar de receber vantagem em casa, Green Bay perdeu seu primeiro jogo no playoff para o eventual campeão do Super Bowl XLVI, New York Giants, por 37–20.

#### 2012
Com um recorde de 11-5, os Packers venceram o Minnesota Vikings na rodada de wildcard da NFC por 24-10, mas perdeu na rodada divisional dos playoffs para o eventual campeão da NFC, San Francisco 49ers, por um placar de 45-31.

#### 2013
Em 2013, os Packers começaram com um recorde de 5–2, levando a um match-up da semana 9 contra os Bears. Foi nesse jogo que os Packers perderam Aaron Rodgers para uma clavícula quebrada; Rodgers perderia os próximos seis jogos, durante os quais o clube iria para 2–3–1 sob três quarterbacks diferentes: Seneca Wallace (lesionada durante o primeiro jogo), Scott Tolzien e Matt Flynn.
Apesar de ter um recorde de 7-7-1, os Packers ainda estavam em posição de ganhar a divisão NFC North, se eles pudessem vencer o seu último jogo. Com Rodgers retornando, os Packers conseguiram derrotar os Bears em uma revanche da semana 9, por 33-28. Terminando com um recorde de 8–7–1, os Packers ganharam a sua divisão e foi premiado com um jogo de playoff em casa. No entanto, apesar do retorno de Rodgers, os Packers perderiam para o San Francisco 49ers por 20-23 na primeira rodada dos playoffs.

#### 2014
Os Packers registraram sua 700ª vitória, contra os Bears, na quarta semana de 2014. A equipe ficou invicta em casa pela primeira vez desde a temporada de 2011; Eles também lideraram a liga na pontuação, com 486 pontos, o segundo mais número na história da franquia. A temporada de 2014 também marcou a primeira vez desde 2009 que a equipe tinha um passador de 4.000 jardas, dois receptores de 1.000 jardas e um corredor de 1.000 jardas. 
No geral, o time teve um recorde de 12-4, conquistando a segunda posição no NFC e o quarto título consecutivo da NFC North, fazendo os playoffs pela sexta temporada consecutiva, empatando o recorde da franquias. Os Packers venceram os Cowboys no Divisional Round, avançando para o NFC Championship para enfrentar o Seattle Seahawks. Depois de liderar a maior parte do jogo, os Packers perderam por 28-22.
Após a temporada, o quarterback Aaron Rodgers foi eleito o MVP da NFL pela segunda vez.

#### 2015

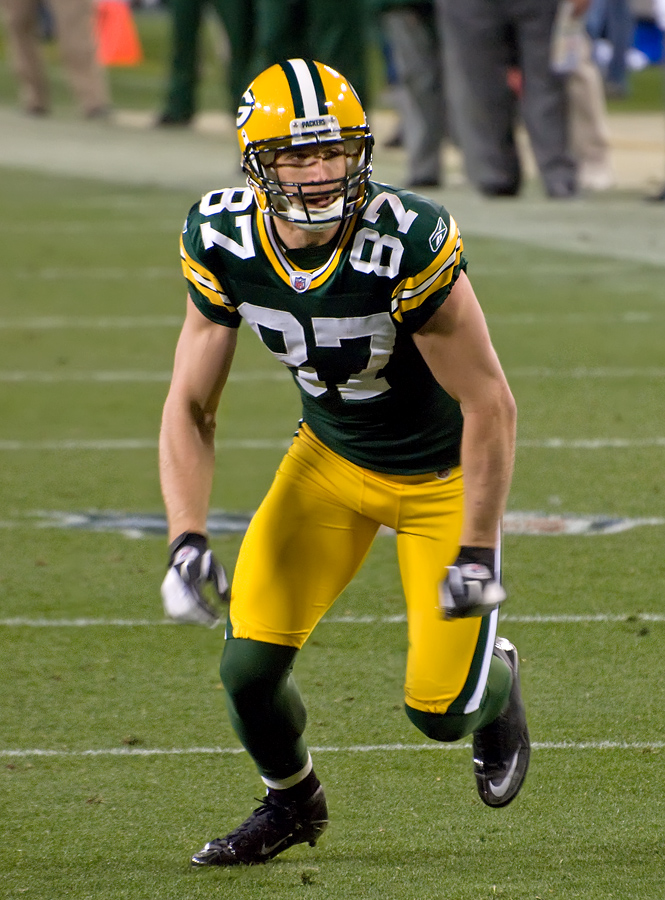
Jordy Nelson, que rasgou o Ligamento cruzado anterior na pré-temporada de 2015, seria o Melhor Jogador do Ano da NFL da temporada de 2016 ao retornar de sua lesão

Durante a semana 2 da pré-temporada contra o Pittsburgh Steelers, o wide receiver Jordy Nelson pegou um passe de oito jardas de Aaron Rodgers, mas caiu no gramado. Alguns dias depois, foi revelado que Nelson havia rasgado seu Ligamento cruzado anterior. Ele permaneceria inativo pelo resto da temporada de 2015. Mesmo sem Nelson, os Packers conseguiram chegar a 6-0, mas os Packers perderam quatro dos cinco jogos seguintes, caindo para 7-4.
Green Bay terminou a temporada 10-6 e 2ª na NFC North, atrás dos Minnesota Vikings. Os Packers derrotaram o Washington Redskins no jogo de wild card da NFC para avançar para a rodada divisional com o Arizona Cardinals. Os Packers perderam para Arizona por 26-20.

#### 2016
Depois de um começo de temporada com um recorde de 4-6, os Packers tiveram em um período de seis vitórias consecutivas para terminar a temporada regular com um recorde de 10-6. A equipe conquistou a NFC North pela quinta vez em seis anos com a vitória da semana 17 sobre o Detroit Lions. 
Eles derrotaram o New York Giants por 38-13 no wild card, depois venceram o Dallas Cowboys por 34-31 no Divisional Round, mas a temporada terminou quando eles foram derrotados pelo Atlanta Falcons por 44-21.

#### 2017
O Green Bay Packers começou a temporada regular de 2017 com um recorde de 4–2. Em 15 de outubro, durante um jogo da semana 6 contra o Minnesota Vikings, Aaron Rodgers sofreu uma clavícula quebrada durante o jogo e os Packers o colocaram na lista de reservas machucados, com a condição de que ele poderia retornar em oito semanas (de acordo com as regras da NFL).
Durante a ausência de Rodgers, o quarterback reserva Brett Hundley assumiu o papel pela primeira vez em sua carreira profissional, mas lutou para reproduzir o sucesso de Rodgers, apesar de uma temporada de calibre Pro Bowl por Davante Adams. Os Packers terminaram a temporada com um recorde de 7-9, não indo para os playoffs pela primeira vez desde 2008.
Fora de campo, a organização Packers abriu o Distrito de Titletown, adjacente ao Lambeau Field. Este distrito de lojas, entretenimento e restaurantes inclui uma praça pública, parque e várias empresas comerciais.

## Companhia pública

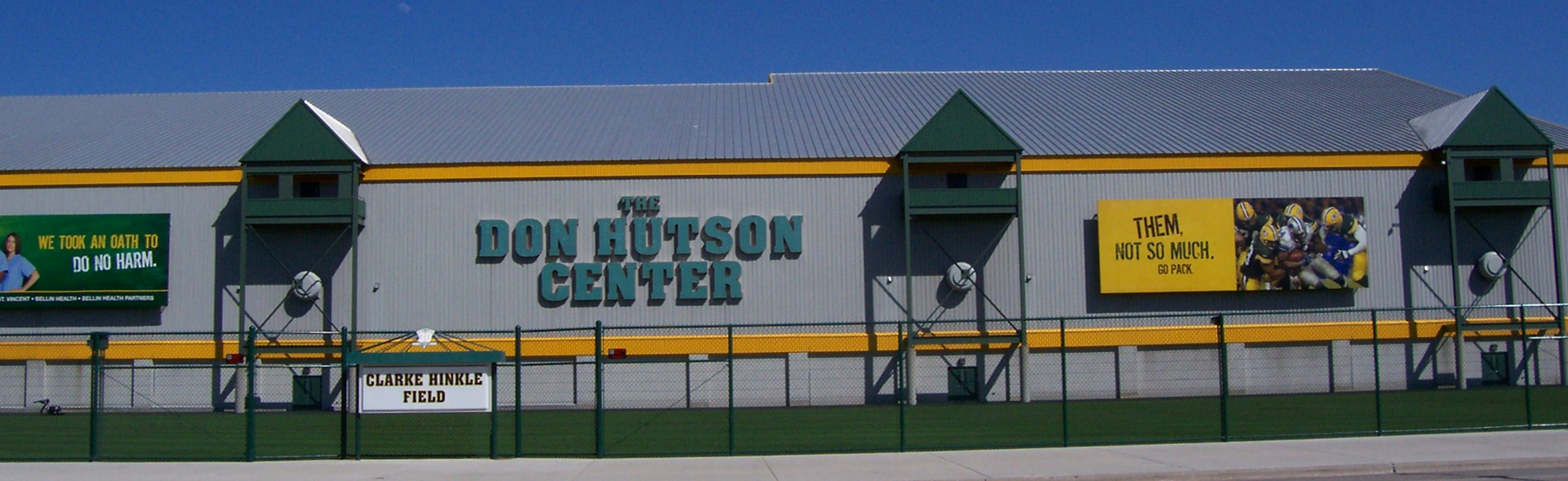
O Don Hutson Center

Green Bay Packers é a única franquia sem fins lucrativos, tendo como dona a comunidade. Nas ligas esportivas de categoria principal, normalmente, uma equipe tem um pessoa, uma sociedade, ou uma entidade corporativa como "dono da equipe". A falta de um dono dominante é fator crucial para os Packers nunca ter saído de Green Bay, uma cidade de apenas 104,057 pessoas (dados do censo de 2010).
Comparando, uma cidade típica de times da NFL tem a população na casa dos milhões ou nas altas centenas de milhares. Os Packers, no entanto, sempre teve muitos seguidores por todo o estado de Wisconsin e outras partes do meio-oeste dos Estados Unidos; de fato, em décadas, o time jogou quatro partidas (uma de pré-temporada, três de temporada regular) como mandante em Milwaukee, inicialmente no Wisconsin State Fair Park, e depois no Milwaukee County Stadium.
Constava no artigo original da corporação que se a franquia fosse vendida, depois da quitação de todos os débitos, qualquer dinheiro restante deveria ir para o Sullivan Post of the American Legion com a ordem de se construir um memorial para soldados. Essa estipulação foi feita para garantir que o time nunca saísse de Green Bay e para que também nunca houvesse vantagens financeiras para os acionistas. No encontro anual, em Novembro de 1997, os acionistas votaram para a mudança do beneficiário, do Sullivan-Wallen Post para a Green Bay Packers Foundation, que faz doações para diversas instituições de caridade pelo estado de Wisconsin.
Em 1950, o Packers realizou uma venda de ações para, novamente, levantar fundos para a equipe. Em 1956 foi aprovada a construção de um novo estádio para a cidade. Assim como seu antecessor, o novo campo foi batizado de City Stadium, mas após a morte do fundador Curly Lambeau, o estádio foi renomeado para Lambeau Fieldem 11 de setembro de 1965.
Outra venda de ações ocorreu entre o fim de 1997 e o começo de 1998. Foram adicionados 105.989 novos acionistas e mais de 24 milhões de dólares foram arrecadados, dinheiro usado no projeto de re-desenvolvimento do Lambeau Field. Com o preço de U$200,00 cada, fãs compraram 120 010 ações em 17 dias de venda, que acabaram em março de 1998. Em 8 de junho de 2005, divulgou-se que 112 015 pessoas (representando 4 750 934 ações) têm parte na franquia. Os privilégios dos acionistas incluem direitos de voto, mas o preço de resgate é mínimo, dividendos nunca são pagos, as ações nunca aumentam de valor – apesar de que em negócios particulares se pague bem mais do que elas realmente valem – e ser acionista não lhe dá nenhum privilégio na compra de ingressos. Nenhum acionista pode possuir mais do que 200 000 ações, uma salvaguarda para que nenhum indivíduo torne-se dono do clube. Para tocar a organização, uma equipe de direção é eleita pelos acionistas.
O presidente eleito pela equipe representa os Packers em encontros dos donos de times da NFL, a não ser que outra pessoa seja designada. Enquanto foi técnico, Vince Lombardi geralmente representava a equipe nos encontros da liga em suas tarefas de general manager, exceto em encontros apenas para donos de equipe.
Green Bay é a única equipe com esse sistema de propriedade na NFL; esse tipo de domínio está em direta violação com as regras da liga, que estipulam um limite de 32 proprietários por time, e um deles tem de ter pelo menos 30% das ações. No entanto, os Packers foram isento dessa regra de propriedade por já possuir esse sistema quando ela foi implantada pela NFL. A equipe também é a única a divulgar seu balanço financeiro anual, dentre todas as outras participantes das ligas esportivas principais dos Estados Unidos.

### Quadro de Diretores
Green Bay Packers, Inc., é governada por um Comitê Executivo de 7 membros, eleitos por um quadro de 45 diretores. O Comitê consiste em presidente, vice-presidente, tesoureiro, secretário e três membros superiores. O presidente é o único a receber compensação; o resto do Comitê trabalha como “voluntário”. O comitê dirige as ações da corporação, aprova gastos, estabelece a política geral e monitora o desempenho da gestão em conduzir os negócios e assuntos da franquia.

### Green Bay Packers Foundation
A equipe criou a Green Bay Packers Foundation em dezembro de 1986. A fundação colabora em uma vasta variedade de atividades e programas que beneficiam a educação, assuntos civis, serviços de saúde, serviços humanos e programas relacionados a jovens.

## Torcedores

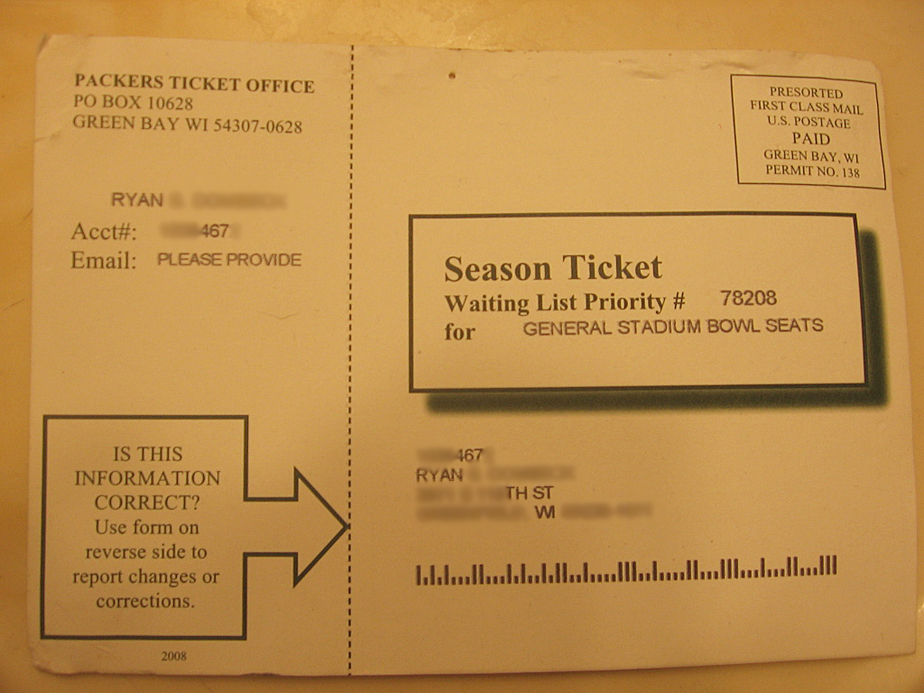
Ingresso anual enviado pela organização para os que estão atualmente na lista de espera de ingressos para a temporada

Os torcedores dos Packers são famosos por sua dedicação: independente do desempenho do time, todos os jogos no Lambeau Field tiveram todos os ingressos vendidos desde 1960. Apesar de ter de longe o menor mercado televisivo, a equipe desenvolveu uma das maiores bases de torcedores da NFL. Todo ano o time é um dos mais populares da liga.
Os Packers tem uma das mais longas filas de espera por ingressos para toda a temporada em esportes profissionais, com aproximadamente 74.000 pessoas em 3 de maio de 2007. Em 2008, cresceu em mais 4.000 nomes. Agora há mais nomes na lista do que há assentos no Lambeau Field. A média de espera para ingressos para toda a temporada é de 30 anos; mesmo que um nome fosse colocado na lista hoje, o tempo estimado de espera pode bem ultrapassar 100 anos. Por essa razão, não é difícil encontrar torcedores colocando seu número de espera no testamento ou colocando recém-nascidos na fila de espera assim que recebem suas certidões de nascimento.

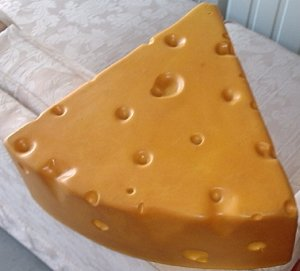
Um chapéu cheesehead, comumente usado por muitos fãs dos Packers.

Os torcedores normalmente são conhecidos como Cheeseheads. Esse termo é comumente usado como referência às pessoas do estado de Winsconsin em geral (por causa da sua produção de queijo). O nome teve origem em 1987 como um insulto dos torcedores do Chicago White Sox em um jogo contra o Milwaukee Brewers. Alguns anos depois os torcedores dos Packers tomaram os insultos e criaram até um chapéu em forma de queijo que usam durante os jogos do time.
Durante o training camp nos meses de verão (que acontecem do lado de fora Don Hutson Center), jovens torcedores dos Packers podem levar suas bicicletas para que seus jogadores favoritos a usem para ir do vestiário ao campo de treinamento. Essa é uma velha tradição mantida desde aproximadamente 1957 (os primeiros anos da existência do Lambeau Field). Gary Knafelc, end do Packers na época, disse, "Eu achava que as crianças queriam apenas que pilotássemos suas bicicletas. Eu me lembro delas falando: 'Ei, vá com a minha bicicleta! '". A prática continua até hoje.
Todos os anos a equipe realiza um jogo entre o próprio time, chamado Family Night, no Lambeau Field. Durante 2004 e 2005 mais de 60.000 torcedores compareceram, esgotando os ingressos. Na edição de 2005 do Family Night, os Packers fizeram um jogo contra o Buffalo Bills, gerando um recorde de público de 62.492 torcedores.
Em agosto de 2008, o site ESPN.com classificou a torcida do Packers como a segunda melhor da NFL. Inicialmente ficou empatada com a torcida do Pittsburgh Steelers como as duas melhores, mas o desempate foi decidido por John Clayton, que é nativo de Pittsburgh.

## Marcas

### Apelido

Logo dos Packers (1961–presente)

Precisando equipar seu novo time, o fundador da equipe, Curly Lambeau, solicitou fundos de seu empregador, a Indian Packing Company. Ele recebeu US $ 500 por uniformes e equipamentos em troca do nome do time para seu patrocinador. Um artigo de jornal antigo se referia ao time como "the Indians", mas no momento em que eles jogaram seu primeiro jogo "Packers" tinha se firmado.
A Indian Packing foi comprada em 1920 pela Acme Packing Company. A Acme continuou a apoiar a equipe, que jogou sua primeira temporada da NFL com "ACME PACKERS" estampado em suas camisas.

### Cores da equipe

Marca dos Packers (1959 – presente)

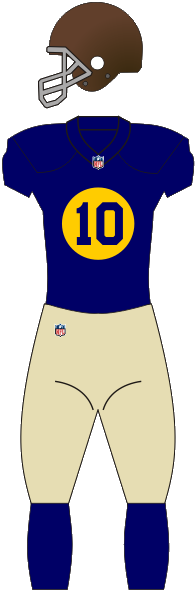
O primeiro uniforme alternativo dos Packers, um uniforme retrô pela primeira vez em 2010.

Lambeau, um aluno de Notre Dame, pegou emprestado as cores verde e dourado, assim como George Halas pegou emprestado de Illinois para o Chicago Bears. Como resultado, os primeiros Packers eram muitas vezes referidos como "Bays" ou "Blues" (e até mesmo ocasionalmente como "os Big Bay Blues").
Em 1950, o Green Bay havia mudado suas cores para verde e dourado. O azul marinho foi mantido como uma cor secundária, visto principalmente em capas laterais, mas foi silenciosamente descartado em todos os materiais oficiais pouco tempo depois. A atual combinação de uniforme da equipe de camisas verde-floresta ou branca e calças metálicas de ouro foi adotada logo após Vince Lombardi chegar em 1959. 
No entanto, para celebrar o 75º aniversário da NFL em 1994, os Packers se uniram em uma campanha de uniformes "retrô", voltando ao azul marinho e dourado.

### Logo
Em 1951, a equipe finalmente parou de usar capacetes de couro, adotando o arnês de plástico de ouro metálico que usou desde então. O logotipo oval "G" foi adicionado em 1961, quando Lombardi pediu ao gerente de equipamentos dos Packers, Gerald "Dad" Braisher, para projetar um logotipo. Braisher encarregou seu assistente, o estudante de arte do St. Norbert College, John Gordon. Satisfeito com uma carta em forma de bola de futebol "G", o par apresentou a Lombardi, que então aprovou a adição. Tiki Barber falsamente relatou que significa "grandeza" sem uma fonte confiável para respaldar suas reivindicações. Outros meios de comunicação respeitáveis publicaram histórias semelhantes usando a alegação falsa de Barber como fonte. O diretor-adjunto de relações públicas e comunicação corporativa dos Packers tinha o seguinte a dizer: "Não há nada em nossa história que sugira alguma verdade nisso. O arquivista do Packers Hall of Fame disse a mesma coisa". A equipe usou vários logotipos diferentes antes de 1961, mas o "G" é o único logotipo que já apareceu no capacete. 
Os Packers detêm a marca registrada no logotipo "G" e concederam permissão limitada a outras organizações para utilizar um logotipo similar, como a Universidade da Geórgia e a Grambling State University, além da própria cidade de Green Bay. Adotado em 1964, o Georgia "G", embora diferente em design e cor, era similar ao "G" dos Packers. O então treinador da Geórgia, Vince Dooley, achou melhor limpar o uso do novo emblema da Geórgia com o Packers.

### Variação de uniforme

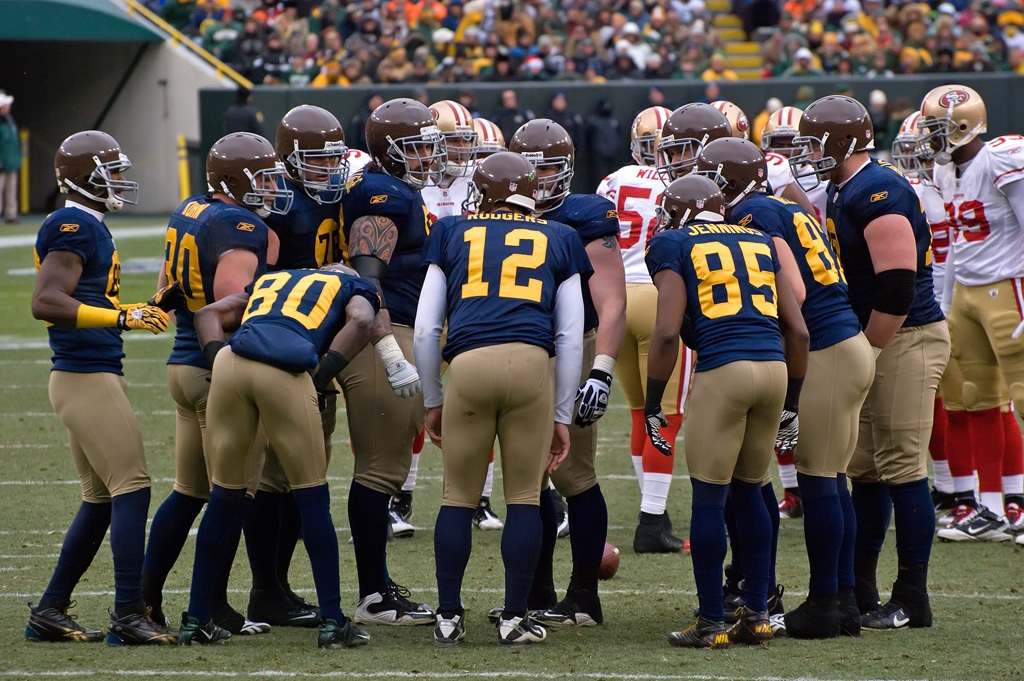
O Green Bay Packers em seus uniformes azul marinho retrô em 2010

Embora várias equipes da NFL optem por usar camisas brancas em casa no início da temporada devido à capacidade do branco de refletir os raios de sol do final do verão, os Packers só o fizeram duas vezes, durante os dois primeiros jogos da temporada de 1989. No entanto, a equipe usou um uniforme todo branco em 2016 contra o Chicago Bears durante o jogo Color Rush. Embora camisas de ouro alternadas com números verdes sejam vendidas em uma base de varejo, a equipe atualmente não tem planeja introduzir uma camisa para ser usada em jogos reais.
Durante a temporada de 2010, os Packers prestaram homenagem às suas raízes históricas com uma camisa retrô inspirada na que foi usada pelo clube em 1929, durante o seu primeiro título. A camisa era azul-marinho, mais uma vez tornando os Packers "the Blues".
Após a troca de fornecedores de uniformes da NFL em 2012 para a Nike, os Packers recusaram qualquer mudança em seu uniforme, recusando todos os aprimoramentos "Elite 51" da Nike, incluindo a manutenção do colarinho listrado tradicional da camisa, em vez de novo design de colarinho da Nike.

## Estádio

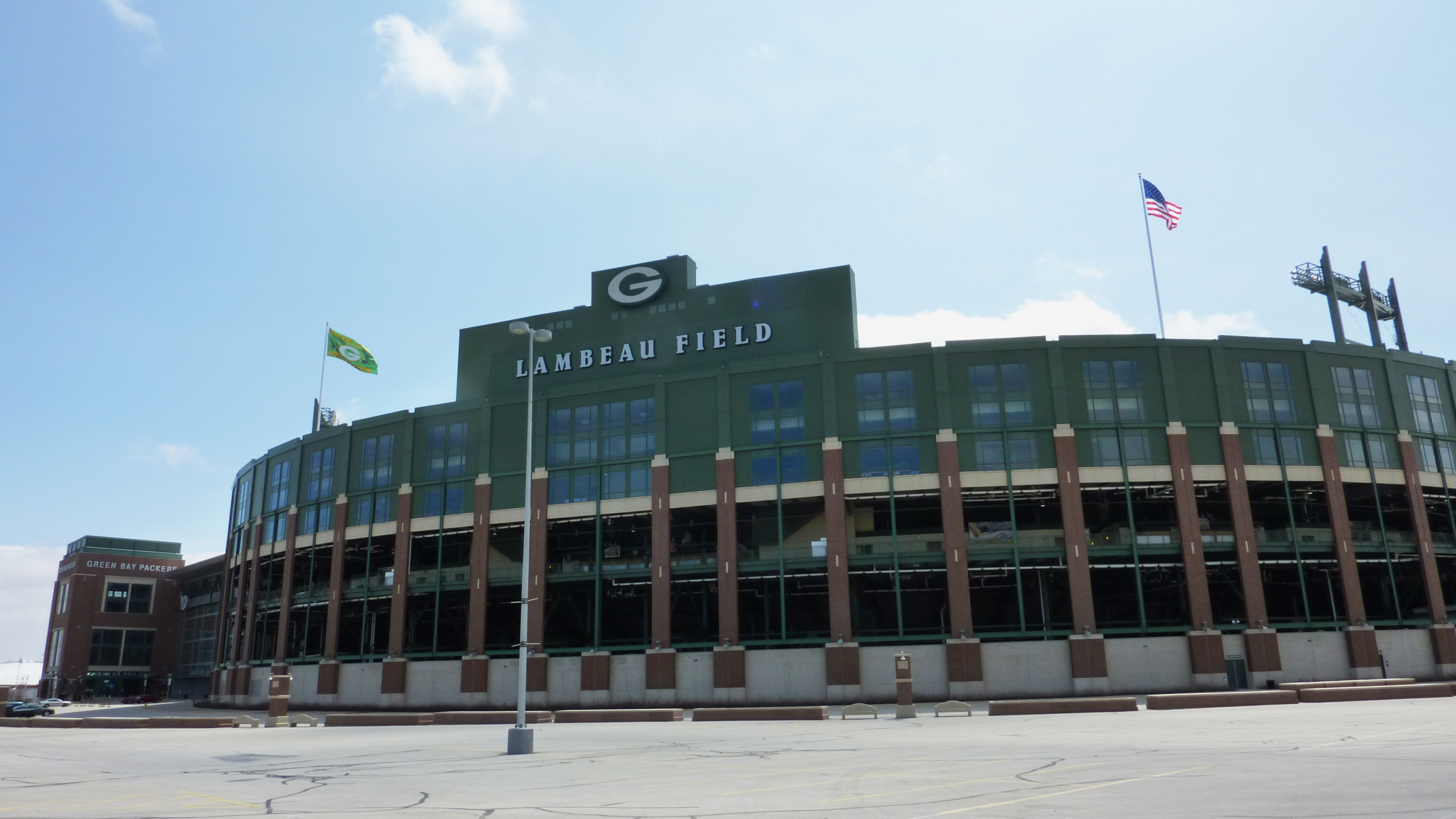
Lambeau Field após a renovação de 2003.

Depois de suas primeiras temporadas no Bellevue Park e Hagemeister Park, os Packers jogaram em casa no City Stadium de 1925 a 1956. A equipe venceu seus seis primeiros campeonatos da NFL lá.
Na década de 1950, a arena de madeira de 25.000 lugares foi considerada fora de moda. A NFL ameaçou transferir a franquia para Milwaukee em tempo integral, a menos que tivesse um estádio melhor. A cidade respondeu construindo um novo City Stadium de 32.150 lugares para a equipe, o primeiro construído exclusivamente para uma equipe da NFL, que abriu em tempo para a temporada de 1957. Foi renomeado Lambeau Field em 1965 para homenagear Curly Lambeau, que morreu no início do ano.
Ampliada sete vezes antes do final da década de 1990, a capacidade da Lambeau Field alcançou 60.890 lugares. Em 2003, foi amplamente renovado para ampliar os assentos, modernizar as instalações do estádio e adicionar uma área de saguão. Mesmo com uma capacidade atual de 72.928 lugares, a demanda por ingressos ultrapassa em muito a oferta, já que todos os jogos dos Packers estão esgotados desde 1960. Cerca de 86.000 nomes estão na lista de espera de ingressos para a temporada.
Os Packers têm três instalações de treinamento em frente ao Lambeau Field: o Don Hutson Center, uma instalação interna; Ray Nitschke Field, um campo ao ar livre com FieldTurf artificial; e Clarke Hinkle Field, um campo ao ar livre com grama natural.

## Títulos

### Títulos da Liga
Os Packers foram campeões da liga 13 vezes, superando seu rival mais próximo, o Chicago Bears, por quatro. Os três primeiros foram decididos pela classificação, os seis seguintes por uma final e os quatro últimos pelas vitórias do Super Bowl. Os Packers também são a única equipe a conquistar três títulos consecutivos da NFL, tendo conseguido isso duas vezes - de 1929 a 1931 sob o comando de Lambeau, e de 1965 a 1967 sob o comando de Lombardi.

#### Por classificação
De 1920 a 1932, o campeão da NFL foi premiado com base na classificação, sem nenhum jogo de playoff. Os Packers venceram três desses campeonatos.
| Ano   | Treinador     | Recorde |
| ----- | ------------- | ------- |
| 1929  | Curly Lambeau | 12–0–1  |
| 1930  | Curly Lambeau | 10–3–1  |
| 1931  | Curly Lambeau | 12–2    |
| Total | Total         | 3       |

#### Pré-Super Bowl
De 1933 a 1969, a NFL realizou uma final para decidir seu campeão. Os Packers ganharam 8 Finais da NFL. De 1966 a 1969, a Final da NFL foi seguido pelo Super Bowl.
| Ano    | Treinador      | Local                | Oponente         | Placar | Recorde |
| ------ | -------------- | -------------------- | ---------------- | ------ | ------- |
| 1936   | Curly Lambeau  | New York             | Boston Redskins  | 21–6   | 10–1–1  |
| 1939   | Curly Lambeau  | Milwaukee, Wisconsin | New York Giants  | 27–0   | 9–2     |
| 1944   | Curly Lambeau  | New York             | New York Giants  | 14–7   | 8–2     |
| 1961   | Vince Lombardi | Green Bay, Wisconsin | New York Giants  | 37–0   | 11–3    |
| 1962   | Vince Lombardi | New York             | New York Giants  | 16–7   | 13–1    |
| 1965   | Vince Lombardi | Green Bay, Wisconsin | Cleveland Browns | 23–12  | 10–3–1  |
| 1966   | Vince Lombardi | Dallas, Texas        | Dallas Cowboys   | 34–27  | 12–2    |
| 1967   | Vince Lombardi | Green Bay, Wisconsin | Dallas Cowboys   | 21–17  | 9–4–1   |
| Total: | Total:         | Total:               | Total:           | 8      | 8       |

#### Super Bowl
A partir de 1966, a NFL começou a organizar o Super Bowl. Os Packers ganharam quatro Super Bowls.
| Ano    | Treinador      | Super Bowl | Local                   | Oponente             | Placar | Recorde |
| ------ | -------------- | ---------- | ----------------------- | -------------------- | ------ | ------- |
| 1966   | Vince Lombardi | I          | Los Angeles, California | Kansas City Chiefs   | 35–10  | 12–2    |
| 1967   | Vince Lombardi | II         | Miami, Florida          | Oakland Raiders      | 33–14  | 9–4–1   |
| 1996   | Mike Holmgren  | XXXI       | New Orleans, Louisiana  | New England Patriots | 35–21  | 13–3    |
| 2010   | Mike McCarthy  | XLV        | Arlington, Texas        | Pittsburgh Steelers  | 31–25  | 10–6    |
| Total: | Total:         | Total:     | Total:                  | Total:               | 4      | 4       |

## Recordes

### Recordes em uma temporadas
Passando
- Jardas passadas: 4,643 – Aaron Rodgers (2011)
- Passes para touchdowns: 45 – Aaron Rodgers (2011)
- Passes completados: 401 – Aaron Rodgers (2016)
- Passes tentados: 613 – Brett Favre (2006)
- Passe mais longo completo: 99 jardas – Brett Favre (2006)

Correndo
- Jardas terrestres: 1,883 – Ahman Green (2003)
- Corridas: 355 – Ahman Green (2003)
- Touchdowns terrestres: 19 – Jim Taylor (1962)
- Mais longa corrida: 98 jardas – Ahman Green (2003)
- Jardas terrestres por jogo: 117,7 jardas – Ahman Green (2003)

Recebendo
- Recepções: 112 – Sterling Sharpe (1993)
- Jardas recebidas: 1,519 – Jordy Nelson (2014)
- Touchdowns recebidos: 18 – Sterling Sharpe (1993)

Retornos
- Mais retornos de Punt: 58 – Desmond Howard (1996)
- Mais longo punt retornado: 95 jardas – Steve Odom (1974)
- Mais longo kickoff retornado: 108 jardas – Randall Cobb (2011)

Chutes
- Field goals: 33 – Mason Crosby (2013), Chester Marcol (1972) e Ryan Longwell (2000)
- Extra Points convertidos: 68 – Mason Crosby (2013)
- Punts: 106 – David Beverly (1978)
- Jardas no Punt: 3,759 – David Beverly (1978)

### Recordes na carreira
- Jardas passadas: 61,655 - Brett Favre (1992–2007)
- Passes para touchdowns: 442 - Brett Favre (1992–2007)
- Jardas terrestres: 8,322 - Ahman Green (2000–2009)

### Touchdowns terrestres: 81 - Jim Taylor (1958–1966)
- Recepções: 492 - Donald Driver (1999–2012)
- Jardas recebidas: 10,137 - Donald Driver (1999–2012)
- Passes interceptados: 52 - Bobby Dillon (1952–1959)
- Field goals: 301 - Mason Crosby (2007–Presente)
- Pontos: 1,448 - Mason Crosby (2007–Presente)
- Total touchdowns: 105 - Don Hutson (1935–1945)
- Média de retorno de punt: 31,0 - Ted Fritsch (1942–1950)
- Média de retorno de Kickoff: 40,0 - Rip Collins (1951)
- Sacks: 83.5 - Clay Matthews III (2009–Presente)
- Tackles: 721 - LeRoy Butler (1990–2001)
- Vitórias (treinador): 334 - Curly Lambeau (1921-1949)

## Jogadores

### Elenco Atual
Predefinição:Elenco do Green Bay Packers

### Pro Football Hall of Famers
| - 26 Herb Adderley, CB, 1961–1969 - 3 Tony Canadeo, HB, 1941–1944; 1947–1952 - 87 Willie Davis, DE, 1960–1969 - 75 Forrest Gregg, OT, 1956; 1958–1970 - 38 Arnie Herber, QB, 1930–1940 - 30 Clarke Hinkle, FB, 1932–1941 - 5 Paul Hornung, HB, 1956–1962; 1964–1966 - 36 Cal Hubbard, OT , 1929–1933; 1935 - 14 Don Hutson, E, 1935–1945 - 74 Henry Jordan, DT, 1959–1969 |  | - 20 Earl (Curly) Lambeau, Técnico, 1919–1949 - 80 James Lofton, WR, 1978–1986 - Vince Lombardi, Técnico, 1959–1967 - 24 Johnny "Blood" McNally, HB, 1929–1933 - 2 Mike Michalske, OG, 1929–1935; 1937 - 66 Ray Nitschke, LB, 1958–1972 - 51 Jim Ringo, C, 1953–1963 - 15 Bart Starr, QB, 1956–1971 - 31 Jim Taylor, FB, 1958–1966 - 92 Reggie White, DE, 1993–1998 - 24 Willie Wood, S, 1960–1971 |

Nota: Emmitt Thomas, que foi indicado ao Hall of Fame por sua carreira como jogador, foi coordenador defensivo do Packers, mas nunca jogou no time. O mesmo pode ser dito de Dick LeBeau, indicado como jogador, mas tendo passado pelos Packers apenas como coordenador na defesa.

### Números aposentados

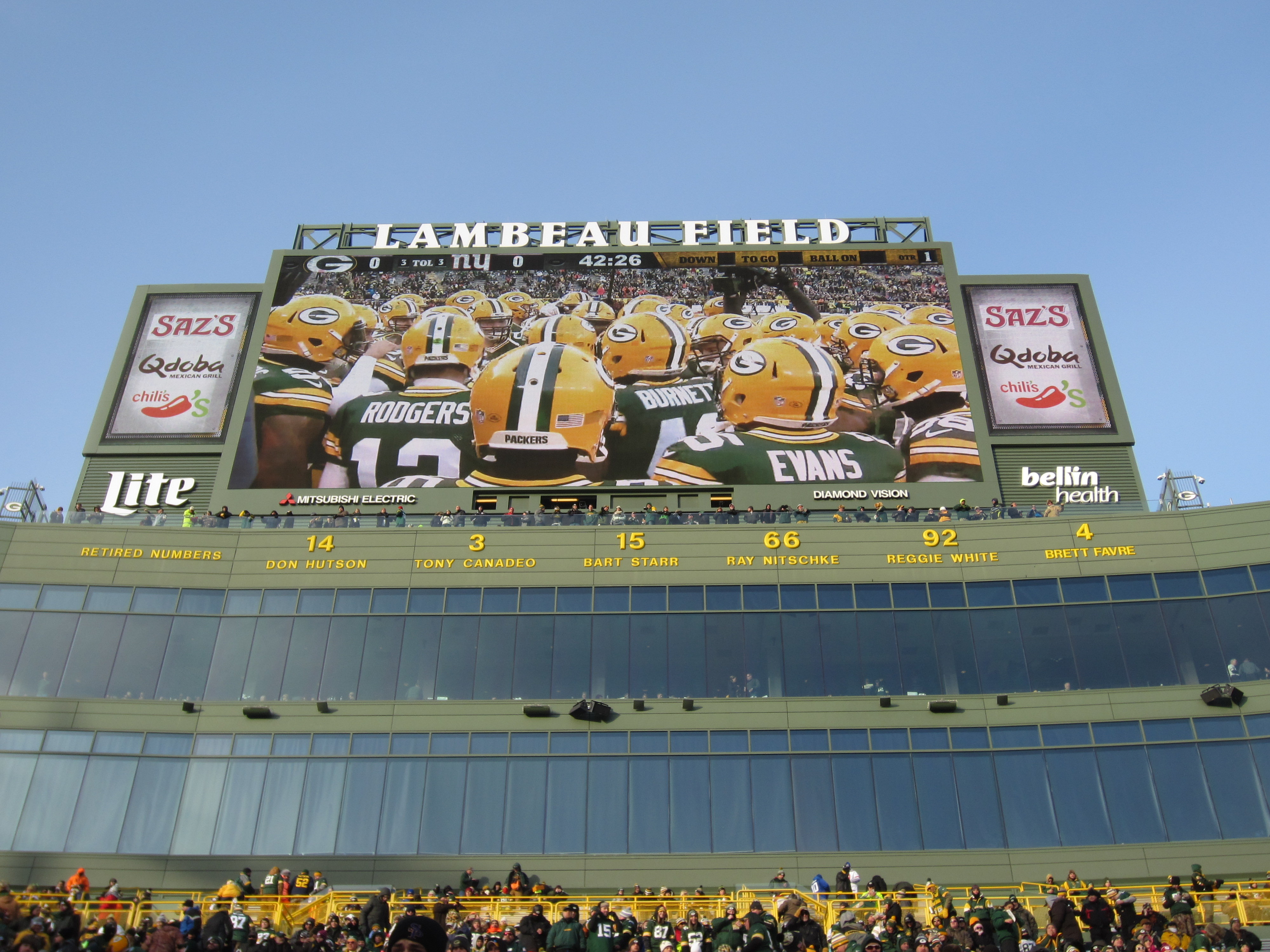
Zona norte do Lambeau Field com os seis números aposentados

Em quase nove décadas do time, foram formalmente aposentados 6 números. Todos os seis são membros do Pro Football Hall of Fame e seus números e nomes podem ser vistos na fachada verde da enzone norte do Lambeau Field, assim como no átrio do estádio.

## Técnicos
| Nome                 | Entrada | Saída | Campanha | Campanha | Campanha | Títulos |
| Nome                 | Entrada | Saída | V        | D        | E        | Títulos |
| -------------------- | ------- | ----- | -------- | -------- | -------- | ------- |
| Earl (Curly) Lambeau | 1919    | 1949  | 231      | 108      | 21       | 6       |
| Gene Ronzani         | 1950    | 1953  | 14       | 31       | 1        |         |
| Hugh Devore          | 1953    | 1953  | 0        | 2        | 0        |         |
| Ray (Scooter) McLean | 1953    | 1953  | 0        | 2        | 0        |         |
| Lisle Blackbourn     | 1954    | 1957  | 17       | 31       | 0        |         |
| Ray (Scooter) McLean | 1958    | 1958  | 1        | 10       | 1        |         |
| Vince Lombardi       | 1959    | 1967  | 98       | 30       | 4        | 5       |
| Phil Bengtson        | 1968    | 1970  | 20       | 21       | 1        |         |
| Dan Devine           | 1971    | 1974  | 25       | 28       | 4        |         |
| Bart Starr           | 1975    | 1983  | 53       | 77       | 3        |         |
| Forrest Gregg        | 1984    | 1987  | 25       | 37       | 1        |         |
| Lindy Infante        | 1988    | 1991  | 24       | 40       | 0        |         |
| Mike Holmgren        | 1992    | 1998  | 73       | 36       | 0        | 1       |
| Ray Rhodes           | 1999    | 1999  | 8        | 8        | 0        |         |
| Mike Sherman         | 2000    | 2005  | 56       | 39       | 0        |         |
| Mike McCarthy        | 2006    | 2018  | 135      | 85       | 2        | 1       |
| Joe Philbin          | 2018    | 2018  | 2        | 2        | 0        |         |
| Matt LaFleur         | 2019    | 2023  | 56       | 27       | 0        |         |

## Na cultura popular
No That '70s Show, na temporada 7 do episódio 14, Donna Pinciotti deu à gangue, incluindo Red Forman, um fã de longa data dos Packers, seis bilhetes gratuitos para Lambeau Field para um jogo contra o Chicago Bears. No final da 8ª temporada, Red não quis ir para a Flórida depois que Steven Hyde comprou ingressos para a temporada.
Em 2015, seis membros dos Packers - David Bakhtiari; Don Barclay; T.J. Lang; Clay Matthews; Jordan Rodgers e Josh Sitton - fizeram uma aparição como um grupo a cappella na comédia musical Pitch Perfect 2.